# أليكس (لوست)
أليكساندرا روسو، معروفة باسم أليكس هي شخصية خيالية من شخصيات المسلسل الأمريكي لوست قامت بتأدية دورها الممثلة تانيا رايموند.
أليكس كانت ابنة دانييل روسو وروبرت. وهي الابنة المتبناة لبنجامان لاينوس. بعد أن توحدت ثانية بوالدتها، أليكس قُتلت أمام والدها بالتبني بين من قبل مارتن كيمي وهو من فريق المرتزقة الذي إستخدمه تشارلز ويدمور منافس بين.